# Sonata per pianoforte n. 18 (Mozart)
La Sonata per pianoforte in re maggiore, K. 576 fu composta da Wolfgang Amadeus Mozart nel 1789. Dura circa quindici minuti ed è la sua ultima sonata per pianoforte. Si ritiene che essa sia stata scritta per la principessa Federica Luisa di Prussia. È a volte soprannominata "La caccia", a causa del suo tema iniziale, somigliante appunto a un segnale di caccia.

## Datazione
In una lettera al suo amico Michael von Puchberg, datata 12 luglio 1789, Mozart affermava: «Nel frattempo sto scrivendo sei sonate facili per pianoforte per la principessa Friederike e sei quartetti per il re». Mentre l'identificazione di tali quartetti all'interno del corpus mozartiano è certa (si tratta dei cosiddetti Quartetti prussiani, di cui Mozart completò solo i tre quartetti K. 575, K. 589 e K. 590), l'identificazione delle «sonate facili» menzionate nella lettera è più controversa. Si ritiene generalmente che Mozart abbia in realtà scritto una sola sonata delle sei progettate, appunto la K. 576. Tuttavia Wolfgang Plath e Wolfgang Rehm, curatori della moderna edizione critica delle opere di Mozart (la Neue Mozart-Ausgabe) hanno escluso che la K. 576 facesse parte del progettato gruppo di «sonate facili». In realtà la sua esecuzione è piuttosto impegnativa, trattandosi anzi di una delle sonate di Mozart più difficili da eseguire, a causa - fra l'altro - dei suoi passaggi contrappuntistici. Charles Rosen ha suggerito che Mozart possa aver considerato facili tali passaggi (in quanto a due sole parti, ciascuna per ogni mano), benché in pratica non lo siano.

## Analisi
Secondo le consuetudini dell'epoca, la sonata è in tre movimenti, nel tipico schema che vede un movimento lento incastonato fra due più veloci.

### I. Allegro
È in forma-sonata, in tempo di sei ottavi. Inizia con un motto (che ha guadagnato alla sonata il suo soprannome) eseguito dalle due mani in unisono, cui fanno seguito alcuni trilli e un passaggio in mi minore. Questo materiale, variato, costituisce il primo tema. Il secondo soggetto, alla dominante, si basa su un materiale tematico ingegnosamente derivato da quello del primo tema. Lo sviluppo inizia alla dominante, comprende molte tonalità anche distanti da quella principale ed è contrappuntisticamente denso. L'andamento armonico precorre già il romanticismo. Il passaggio alla ripresa avviene mediante un emozionante passaggio cromatico, basato sulla cadenza finale dell'esposizione.

### II. Adagio
Il movimento centrale è alla tonalità dominante (La maggiore), comprende varie scale e fa ampio uso del contrappunto. Presenta un episodio centrale in Fa diesis minore, il cui ritmo e la cui struttura (benché non la melodia) vengono richiamati nella coda.

### III. Allegretto
La forma dell'ultimo movimento, di carattere giocoso, è un misto tra forma-sonata e rondò. Subito dopo il primo tema viene presentato il secondo, in terzine. Esso appare, invertito, contemporaneamente al tema principale, creando un ingegnoso esempio di contrappunto doppio.